# Iridomyrmex mjobergi
Iridomyrmex mjobergi är en myrart som beskrevs av Auguste-Henri Forel 1915. Iridomyrmex mjobergi ingår i släktet Iridomyrmex och familjen myror. Inga underarter finns listade i Catalogue of Life.

## Bildgalleri

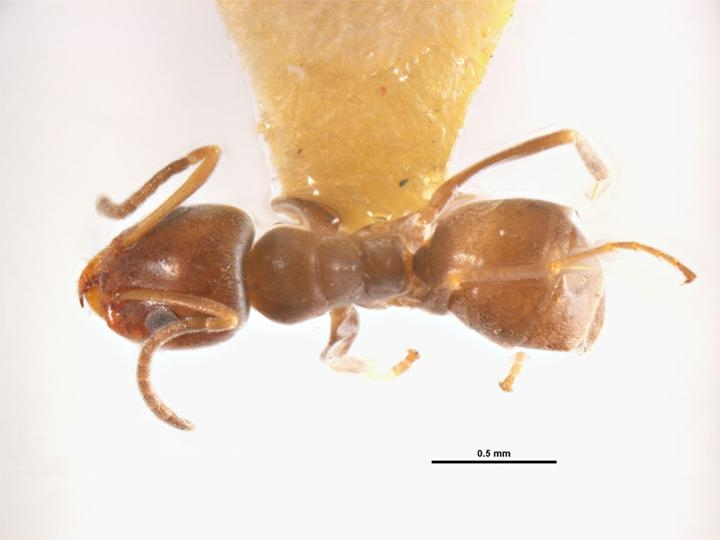